# George Smith (scheidsrechter)
George Brian Smith (Edinburgh, 14 oktober 1943 - 14 mei 2019) was een  voetbalscheidsrechter uit Schotland, die onder meer floot tijdens het WK voetbal 1990 in Italië. Daar leidde hij het groepsduel tussen Oostenrijk en Tsjechoslowakije. Hij deelde zes gele kaarten uit in die wedstrijd.
Hij werd later scheidsrechteropleider en -baas en bleef dit doen tot aan zijn 74e jaar.

## Interlands
| Datum      | Plaats     | Wedstrijd                      | Uitslag | Type              | Kreeg geel | Kreeg voor de tweede keer geel en dus rood | Weggestuurd |
| ---------- | ---------- | ------------------------------ | ------- | ----------------- | ---------- | ------------------------------------------ | ----------- |
| 26-03-1985 | Londen     | Engeland – Ierland             | 2 – 1   | Vriendschappelijk | ?          | ?                                          | ?           |
| 27-04-1988 | Dublin     | Ierland – Joegoslavië          | 2 – 0   | Vriendschappelijk | ?          | ?                                          | 1           |
| 02-11-1988 | Kopenhagen | Denemarken – Bulgarije         | 1 – 1   | WK-kwalificatie   | 4          | 0                                          | 1           |
| 26-05-1989 | Belfast    | Noord-Ierland – Chili          | 0 – 1   | Vriendschappelijk | 1          | 0                                          | 0           |
| 15-11-1989 | Tirana     | Albanië – Polen                | 1 – 2   | WK-kwalificatie   | 3          | 0                                          | 0           |
| 15-06-1990 | Florence   | Oostenrijk – Tsjecho-Slowakije | 0 – 1   | WK-eindronde      | 6          | 0                                          | 0           |